# Žele (priimek)
Žele je priimek več znanih Slovencev:
- Andreja Žele (*1963), jezikoslovka in slavistka, izr. članica SAZU
- Anton Žele (1942—2016), veteran, koordinator Južne Primorske
- Avgust Žele (1914—1984), rimskokatoliški duhovnik in pisatelj
- Diana Žele Vengušt, veterinarka
- Franc Žele, partizanski intendant, krojač Titove maršalske uniforme
- Helena Žele, pevka sopranistka
- Marisa Žele, filozofinja
- Stanley Žele (1895—1966), raziskovalec izseljeništva in ilustrator